# 엔 (타이포그래피)
엔(en, 'English enquarat'에서 유래)은 엠 (타이포그래피)(em) 너비의 절반인 타이포그래피 단위이다. 정의에 따르면 서체의 본문 높이의 절반에 해당한다(예: 16포인트 유형에서는 8포인트이다). 엔은 비슷한 소리의 "엠"과의 혼동을 피하기 위해 "너트"(nut)라고도 한다.
엔 대시(-)와 엔 공백( )은 각각 1 너비이다. 영어에서 엔 대시는 일반적으로 포함 범위(예: "pages 12–17" 또는 "August 7, 1988 – November 26, 2005")에 사용되어 접두사를 개방형 복합어(예: "pre–World War II")에 연결한다.
엔 대시는 롱 대시("—", 엠 대시 또는 엠 규칙이라고도 함)를 대체하는 데 점점 더 많이 사용되고 있다. 롱 대시를 대체하는 데 사용할 경우 대시 양쪽에 공백이 필요하다. 이는 독일어의 표준 관행으로, 하이픈은 양쪽에 공백이 없는 유일한 대시이다(줄 바꿈은 본질적으로 공백이 아님).

## 관련 기호
ensp 및 ndash. 인코딩:
- en space: U+2002   en space (HTML: &#8194; &ensp; &#8194;  ·  &#x2002;)
- en dash: U+2013 – en dash (HTML: &#8211; &ndash; &#8211;  ·  &#x2013;)[3]

## 같이 보기
- 줄 바꿈 없는 공백
- X높이